# New-Edge-Design

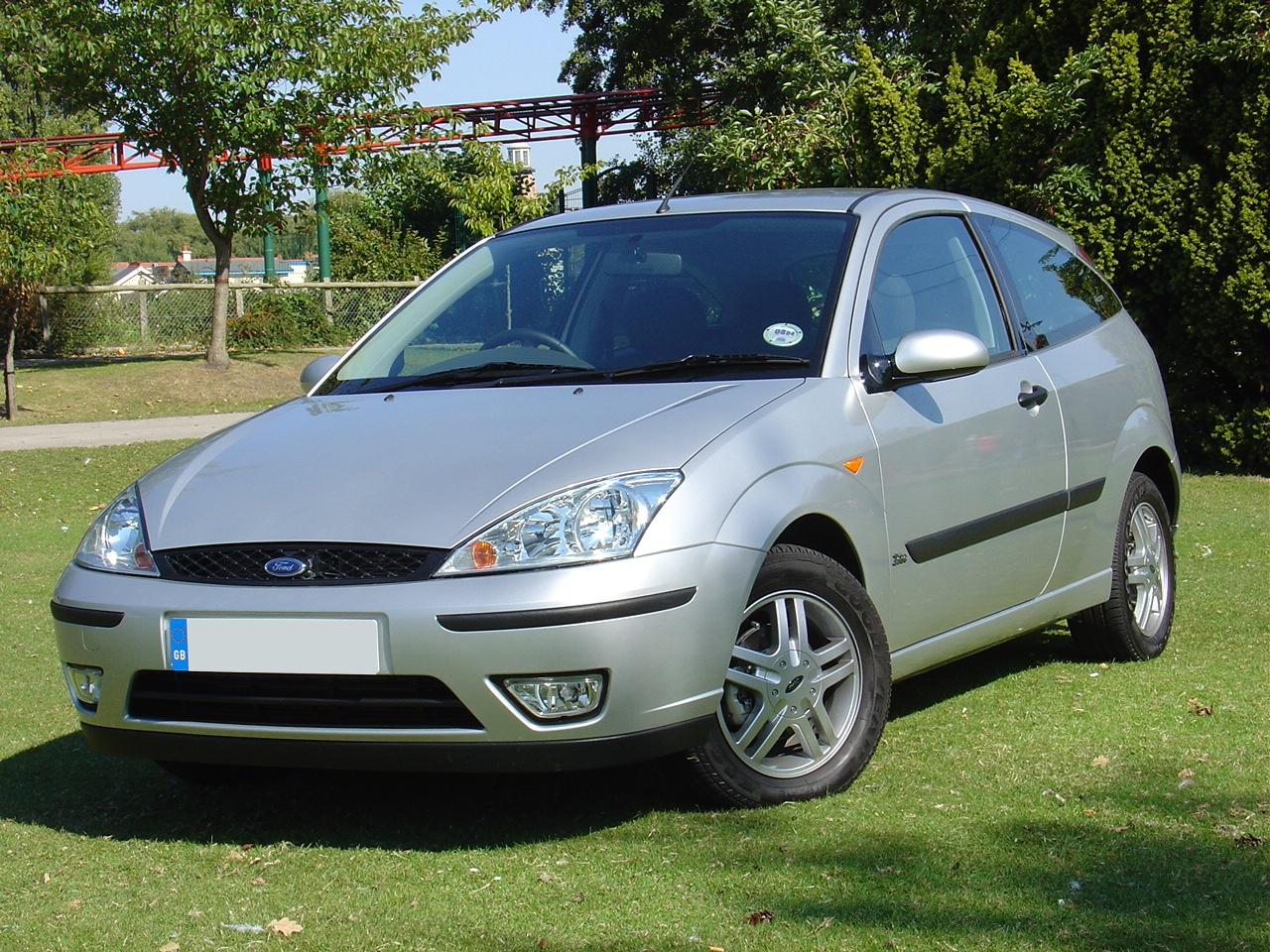
Am 1998 eingeführten Ford Focus spiegelte sich die Formensprache des New-Edge-Designs wider

Das New-Edge-Design (dt.: Neue-Kante-Design) bezeichnet eine von Ford Ende der 1990er und Anfang der 2000er verwendete Designlinie für eine Reihe verschiedener Fahrzeugmodelle.
Erstmals kam das von Jack Telnack entwickelte Design beim Kleinstwagen Ford Ka zur Anwendung, der im Herbst 1996 präsentiert wurde. Später wurde es auch für die Modelle Puma, Focus, Cougar, Fiesta sowie Galaxy und Mondeo übernommen.
Es zeichnet sich durch seine sachliche Linienführung und die polygonale Formgebung einzelner Fahrzeugkomponenten aus. Zu entsprechend gestalteten Komponenten gehören im Wesentlichen die Scheinwerfer und Heckleuchten sowie die Kotflügel und der Kühlergrill. Die Gestaltungsmerkmale wurden auch auf die Formgebung des Cockpits und dessen Bedienelemente übertragen.
Das New-Edge-Design wurde durch das so genannte Kinetic Design abgelöst, das ab 2004 bei vielen Ford-Modellen zu finden war, erstmalig bei der zweiten Generation des Focus. Es basiert auf seinem Vorgänger, nimmt jedoch die strenge Kantenoptik etwas zurück.